# Ennya notata
Ennya notata är en insektsart som beskrevs av Carl Stål. Ennya notata ingår i släktet Ennya och familjen hornstritar. Inga underarter finns listade i Catalogue of Life.